# Luca Pacioli
Fra Luca Bartolomeo de Pacioli (včasih Paccioli ali Paciolo; ok. 1445/47 - 19. junij 1517) je bil italijanski matematik, frančiškanski brat, sodelavec Leonarda da Vincija in zgodnji sodelavec na področju, ki je danes znano kot računovodstvo. V Evropi ga imenujejo "oče računovodstva in knjigovodstva" in je bil drugi, ki je objavil delo o dvojnem knjigovodskem sistemu na celini. Imenovali so ga tudi Luca di Borgo po njegovem rojstnem kraju, Borgo Sansepolcro v Toskani 
Je avtor knjig Summa de Arithmetica, Geometria, Proportioni e Proportionalità in Divina Proportione.

## Življenje
Luca Pacioli se je rodil med letoma 1446 in 1448 v toskanskem mestu Sansepolcro, kjer je obiskoval abakus šolo (Šola Abacus je izraz, ki se po 13. stoletju uporablja za katero koli italijansko šolo ali vadnico, katere trgovinski učni načrt je med drugimi predmeti dajal poseben poudarek matematiki, kot je algebra.). To je bilo izobraževanje v domačem jeziku in ne v latinščini, osredotočeno pa je bilo na znanje, ki se zahteva od trgovcev. Njegov oče je bil Bartolomeo Pacioli; vendar naj bi Luca Pacioli že kot otrok živel z družino Befolci v svojem rojstnem mestu Sansepolcro. Okoli leta 1464 se je preselil v Benetke, kjer je nadaljeval izobraževanje, medtem ko je delal kot mentor trem trgovskim sinovom. V tem obdobju je napisal svojo prvo knjigo, razpravo o aritmetiki za fante, ki jo je poučeval. Med letoma 1472 in 1475 je postal frančiškanski brat. Tako bi ga lahko imenovali Fra ("Friar") Luca.
Leta 1475 je začel poučevati v Perugii kot zasebni učitelj, preden je leta 1477 dobil katedro za matematiko. V tem času je za svoje učence napisal obsežen učbenik v domačem jeziku. Še naprej je delal kot zasebni učitelj matematike, a so mu leta 1491 naročil, naj preneha poučevati na tej stopnji v Sansepolcru. Leta 1494 je v Benetkah izšla njegova prva knjiga Summa de arithmetica, geometria, Proportioni et proportionalita. Leta 1497 je sprejel povabilo vojvode Ludovica Sforze za delo v Milanu. Tam se je srečal, učil matematiko, sodeloval in živel z Leonardom da Vincijem. Leta 1499 sta bila Pacioli in da Vinci prisiljena zbežati iz Milana, ko je Ludvik XII. Francoski zasedel mesto in pregnal njunega zavetnika. Zdi se, da sta se njuni poti končno ločili okrog leta 1506. Pacioli je 19. junija 1517 umrl v starosti 70 let, najverjetneje v Sansepolcru, kjer se domneva, da je preživel večino svojih zadnjih let. 